# Pintura en pols

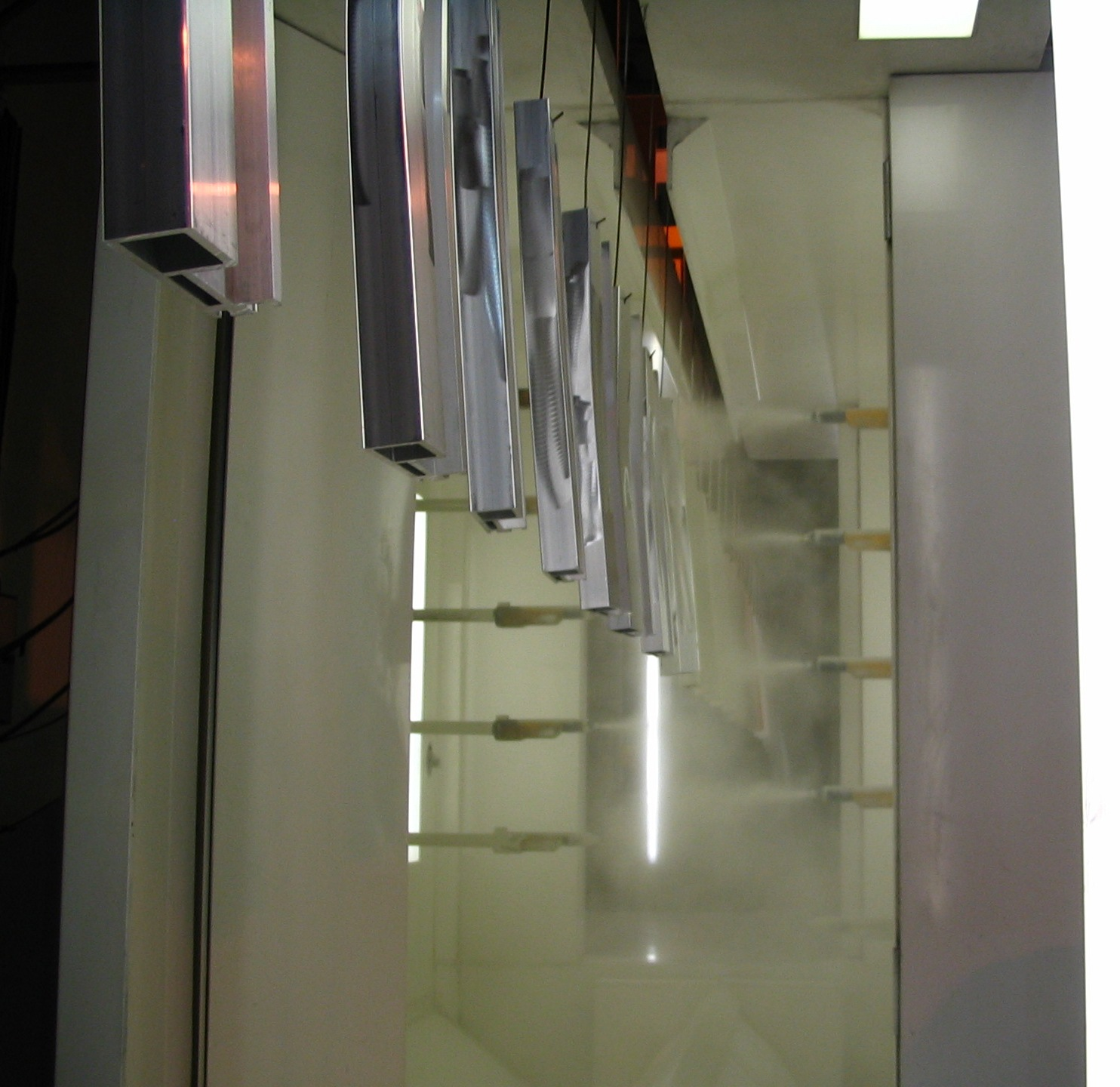
Aplicació de pintura en pols sobre unes planxes d'alumini

La pintura en pols o pintura electroestàtica  («Powder Coating» en anglès) és un tipus de recobriment que s'aplica com a fluid de pols seca, que sol ser utilitzat per crear un acabat dur que és més resistent que la pintura convencional.
El procés es porta a terme en instal·lacions equipades que proporcionin un forn de curat, cabines per a l'aplicació amb pistoles electroestàtiques i en general una cadena de transport aeri, on es pengen les parts, que solen ser electrodomèstics, extrusions d'alumini, parts d'automòbils i bicicletes, i es cobreixen amb una pintura en «pols» (també anomenada laminació).
S'aconsegueixen excel·lents resultats tant pel que fa a l'acabat com al segellat hermètic. Té una àmplia aplicació en la indústria manufacturera; de fet, des d'un punt de vista qualitatiu, és més fàcil d'aplicar, i des d'un punt de vista ecològic, no crea cap problema per als operadors i el medi ambient.
Es pot aplicar a materials com ara l'acer, alumini i metalls galvanitzats. Amb els colorants es poden obtenir tots els matisos de color, fins i tot la gamma de RAL.